# 8781 Yurka
A 8781 Yurka (ideiglenes jelöléssel 1976 GA2) a Naprendszer kisbolygóövében található aszteroida. Nyikolaj Sztyepanovics Csernih fedezte fel 1976. április 1-jén.